# Philippe Quinault
Philippe Quinault (Paris, 3 de junho de 1635 – 26 de novembro de 1688) foi um dramaturgo e libretista da França.
Foi protegido de François Tristan l'Hermite e apresentou sua primeira peça em 1653. Obteve sucesso e outras se seguiram. Em 1670 foi eleito para a Academia Francesa, quando já havia escrito cerca de dezesseis obras, entre comédias, tragédias e formas híbridas. Mas são suas comédias que lhe trouxeram o reconhecimento da posteridade. Também trabalhou como libretista para Lully com grande sucesso, estabelecendo-o como um mestre da tragédia lírica, e seus libretos possuem uma qualidade que os tornam passíveis de boa leitura mesmo sem a música.